# Benejí
Benejí es una localidad y pedanía española del municipio de Berja (Almería) surgido al amparo de la fuente de la Rayhana, es la antigua Beni Hassan musulmana y la Benixin cristiana. Está en la falda del Cerro de Plomo, al pie del yacimiento arqueológico de Villa Vieja, que cuenta con un antiguo núcleo romano y la alcazaba musulmana del siglo IX. Su parroquia (advocación de San Juan Bautista) es una de las dos creadas en el municipio por los Reyes Católicos en 1492. Su Iglesia es de los inicios del siglo XIX y en ella se venera el Santo Cristo de Cabrilla, interesante crucificado que trajeron los repobladores jiennenses en el siglo XVI. En este barrio se encuentran unos baños hispano-musulmanes siglo XII al XIII).
- Datos: Q5725626
- Multimedia: Benejí / Q5725626